# París-Roubaix 2008

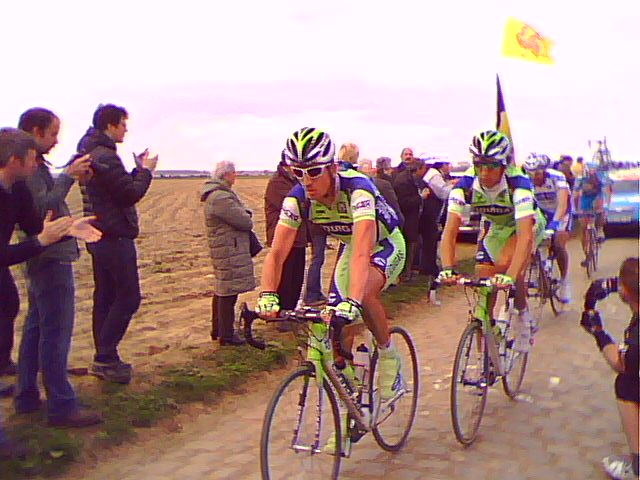
F.Willems y F.Pozzato (Liquigas) en el sector del Carrefour de l'Arbre.

La París-Roubaix 2008 fue la 106.ª edición de esta carrera ciclista que tuvo lugar el 13 de abril de 2008 sobre una distancia de 259,5 km.
El ciclista belga Tom Boonen ganó por segunda vez esta prueba tras imponerse en el sprint a Fabian Cancellara y Alessandro Ballan, respectivamente.

## Clasificación final
| Posición | Ciclista           | Equipo                           | Tiempo     |
| -------- | ------------------ | -------------------------------- | ---------- |
| 1.       | Tom Boonen         | Quick Step-Innergetic            | 5h 58' 42" |
| 2.       | Fabian Cancellara  | CSC                              | m.t.       |
| 3.       | Alessandro Ballan  | Lampre                           | m.t.       |
| 4.       | Martijn Maaskant   | Garmin-Chipotle presented by H3O | + 3' 39"   |
| 5.       | Stuart O'Grady     | CSC                              | + 3' 57"   |
| 6.       | Leif Hoste         | Silence-Lotto                    | m.t.       |
| 7.       | Stijn Devolder     | Quick Step-Innergetic            | + 3' 59"   |
| 8.       | Johan Van Summeren | Silence-Lotto                    | + 4' 35"   |
| 9.       | George Hincapie    | High Road                        | + 5' 12"   |
| 10.      | Fabio Baldato      | Lampre                           | m.t.       |